# Villagarcía del Llano (kommunhuvudort)
Villagarcía del Llano är en kommunhuvudort i Spanien.   Den ligger i provinsen Provincia de Cuenca och regionen Kastilien-La Mancha, i den centrala delen av landet, 200 km sydost om huvudstaden Madrid. Villagarcía del Llano ligger 719 meter över havet och antalet invånare är 939.
Terrängen runt Villagarcía del Llano är platt. Runt Villagarcía del Llano är det glesbefolkat, med 12 invånare per kvadratkilometer. Närmaste större samhälle är Quintanar del Rey, 8,8 km väster om Villagarcía del Llano. Omgivningarna runt Villagarcía del Llano är i huvudsak ett öppet busklandskap.